# Caroline Portu
Caroline Portu (New York, ...) è un'attrice e produttrice cinematografica statunitense.

## Filmografia

### Cinema
- Come ti divento bella!, regia di Abby Kohn e Mark Silverman (2018)
- Natale sul ghiaccio, diretto da John Stimpson (2020)
- Amore, matrimoni e altri disastri (Love, Weddings & Other Disasters), regia di Dennis Dugan (2020)

### Televisione
- American Odyssey - serie TV, 2 episodi (2015)